# Ocelový most přes Labe (Kuks)
Ocelový silniční most přes řeku Labe stojí na katastrálním území Kuks v okrese Trutnov a je propojen s inundačním mostem. V roce 2015 byl Ministerstvem kultury České republiky prohlášen kulturní památkou České republiky. Je součástí památkové rezervace obce Kuks s přilehlým komplexem hospitálu a souborem plastik v Betlémě.

## Historie
Rozsáhlý barokní komplex staveb v kulturní krajině na obou svazích nad řekou Labe dal postavit majitel zdejšího panství František Antonín Špork v letech 1692–1724. Propojení zámku na levobřežní straně Labe a lázeňského komplexu na pravé straně řeky zabezpečovalo přemostění kamenným inundačním mostem přes zátopové území na pravém břehu řeky a dřevěným mostem vzpěradlovo–věšadlové konstrukce přes řeku Labe. Původní dřevěný most byl nahrazen v osmdesátých letech 19. století příhradovým ocelovým mostem od holešovické železárenské firmy Leona Gottlieba Bondyho a synové. Tuto skutečnost dokladují dvě litinové tabulky s českým a německým nápisem: Sestrujná železářská dílna a mostárna L. G. Bondy a synové, Praha – Bubna (Eisenconstructions Werkstätte und Brückenbau – Anstalt von L. G. Bondy Söhne, Prag – Bubna). Inundační most byl opraven v letech  2011–2015 v rámci projektu Kuks – Granátové jablko (obnova areálu Kuks). Ocelový most nikoli, protože v té době jeho majitel byl neznámý. Oprava mostu byla provedena až v roce 2017 nákladem ve výši 5,9 milionů korun firmou Eurovia.CS. Jeho slavnostní otevření proběhlo na jaře 2018. V roce 2015 byl most prohlášen kulturní památkou České republiky. 

## Popis
Most dlouhý 19 m o jednom poli s dolní mostovkou je otevřené příhradové nýtované konstrukce, zhotoven ze svářkové oceli a položen na dvou pobřežních pilířích vyzděných z opracovaného pískovcového kvádrového zdiva. Pravobřežní pilíř má lichoběžníkový půdorys a je zároveň čtvrtým pilířem inundačního mostu. Levobřežní pilíř mírně předstupuje opěrné kamenné nábřežní zdi, na jejíž koruně jsou pozůstatky po bývalé sochařské výzdobě.
Příhradová konstrukce je tvořena dvěma přímopásovými prostě uloženými nosníky o výšce dva metry, se systémem křížových diagonálních vzpěr a šikmých táhel, které nesou spodní mostovku. Nosníky mají osm příhrad osově od sebe vzdálených 5,48 m. Mostovku tvořily příčníky z pásnic a zabetonované klenbičkové litinové panely zakryté asfaltobetonem.
Nevyhovující stav mostu byl rekonstruován podle návrhu architekta Ing. Jana Chaloupského. Podle projektu opravy byly novodobé části odstraněny, zkorodované prvky byly vyměněny a spoje byly opět nýtovány. Do konstrukce mostu byly vloženy dva Vierendeelovy nosníky, které nenarušují stávající konstrukci a spolehlivě přenesou vozidla s vyšší hmotností jako např. hasičskou cisternu. Dále bylo navrženo zesílení mostu vložením doplňujících příčných výztuh respektujících stávající konstrukci. Pro snížení zatížení mostu byla odstraněna ocelobetonová mostovka včetně asfaltových vrstev. Místo ní je pochozí plocha tvořena  příčnými bukovými hraněnými trámy a pojezdová plocha je vymezena opracovanými dubovými obrubami. Ocelová konstrukce byla natřena tmavě červenou barvou. Po opravě mostu byla zvýšená výhradní zatížitelnost na 26 t.

## Zajímavosti
- Most je zkonstruován ze svářkové oceli, spoje jsou nýtovány a při opravě bylo nýtování opět použito.
- V roce 2012 byl nahlášen do ztrát a nálezů a následně nalezen obcí Kuks.
- Oprava mostu v roce 2017 byla z devadesáti procent hrazena dotací Královéhradeckého kraje.
- V době oprav prošlo po provizorní lávce na mostě více než 170 návštěvníků barokního areálu, které zaznamenávalo automatické počítadlo instalované na mostě.
- Společný pilíř s inundačním mostem je národní kulturní památkou.